# Vorkommnis (Medizinprodukt)
Ein Vorkommnis im Sinne des Medizinprodukterechts ist ein Ereignis, bei dem während der Anwendung eines Medizinproduktes eine Fehlfunktion oder Verschlechterung der Eigenschaften oder Leistung aufgetreten ist. Die für Deutschland unmittelbar geltende rechtsverbindliche Definition eines Vorkommnisses findet man in Artikel 2 Nr. 64 der Verordnung (EU) 2017/745 über Medizinprodukte (MDR).
Die Begriffsdefinition des Vorkommnisses lässt hierbei einen aufgetretenen oder möglichen Patientenschaden zunächst außer Betracht. Ein weiterer Bestandteil der Begriffsdefinition ist eine „unerwünschte Nebenwirkung“, welche implizit einen Patientenschaden beinhaltet.
In Ergänzung dazu ist ein schwerwiegendes Vorkommnis (Artikel 2 Nr. 64 MDR) eine Fehlfunktion oder eine Nebenwirkung, die schwerwiegende Auswirkungen auf einen Patienten gehabt hat, haben könnte oder hätte haben können.
Zu beachten ist, dass sich die Begriffsdefinition zum Vorkommnis im Vergleich zur (bis zum Begin der Gültigkeit der MDR in Deutschland geltenden) Medizinproduktesicherheitsplanverordnung (MPSV) durch die MDR geändert haben. Der bisherige Vorkommnisbegriff wird durch den Begriff „schwerwiegendes Vorkommnis“ abgelöst. Der nunmehr gelten Vorkommnisbegriff entspricht im Wesentlichen dem des Produktmangels (vgl. Art. 2 Nr. 59 MDR, dieser Begriff bezieht sich jedoch ausschließlich auf Medizinprodukte in klinischen Prüfungen). Als Orientierungshilfe wurde im Februar 2023 ein Frage-Und-Antwort-Dokument (FAQ) durch die MDCG veröffentlicht.
Die bisherige europäische MEDDEV-Leitlinie (guidance document), die als Empfehlung für die Mitgliedstaaten der Europäischen Union herausgegeben wurde, bezieht sich explizit auf die abgelöste europäische Richtlinie 93/42/EWG über Medizinprodukte (MDD) und hat insofern keine Gültigkeit mehr.
Schwerwiegende Vorkommnisse sind in Deutschland der zuständigen Bundesoberbehörde, d. h. dem Bundesinstitut für Arzneimittel und Medizinprodukte oder dem Paul-Ehrlich-Institut, zu melden. Zur Meldung verpflichtet sind Hersteller, Anwender wie z. B. Ärzte, Zahnärzte oder Heilpraktiker, und Apotheker. Das bedeutet implizit, das Vorkommnisse im Sinne der obigen nun gültigen Begriffsdefinition nicht meldepflichtig sind.
Die zuständige Bundesoberbehörde leitet die Meldung an den Hersteller weiter, der das schwerwiegende Vorkommnis eigenverantwortlich zu untersuchen hat. Die Stellungnahme des Herstellers an die zuständige Bundesoberbehörde beinhaltet eine Bewertung, welche Korrekturmaßnahmen ggf. geboten sind. Die zuständige Bundesoberbehörde prüft und bewertet die Untersuchungsergebnisse des Herstellers, u. a. auch ob die vom Hersteller angekündigten Maßnahmen angemessen sind. Die Bewertung der zuständigen Bundesoberbehörde bezieht sich dabei auf die Sicherheit zukünftiger Anwendungen des untersuchten Medizinproduktes und berücksichtigt keine Fragen der Produkt- und Arzthaftung zurückliegender Vorkommnisse.